# Potentiel de double couche
 (mars 2008).
Le Potentiel de double couche est un concept de physique et de mathématique. Il s'agit du dérivé normal du concept de simple couche. 
Imaginons en un point potentiant quelconque {\displaystyle Q} un dipôle gravifique formé de deux masses ponctuelles de signes opposés, {\displaystyle M_{+}=+M_{Q}} et {\displaystyle M_{-}=-M_{Q}}, situées de part et d'autre de {\displaystyle Q} à une distance {\displaystyle h/2}. 

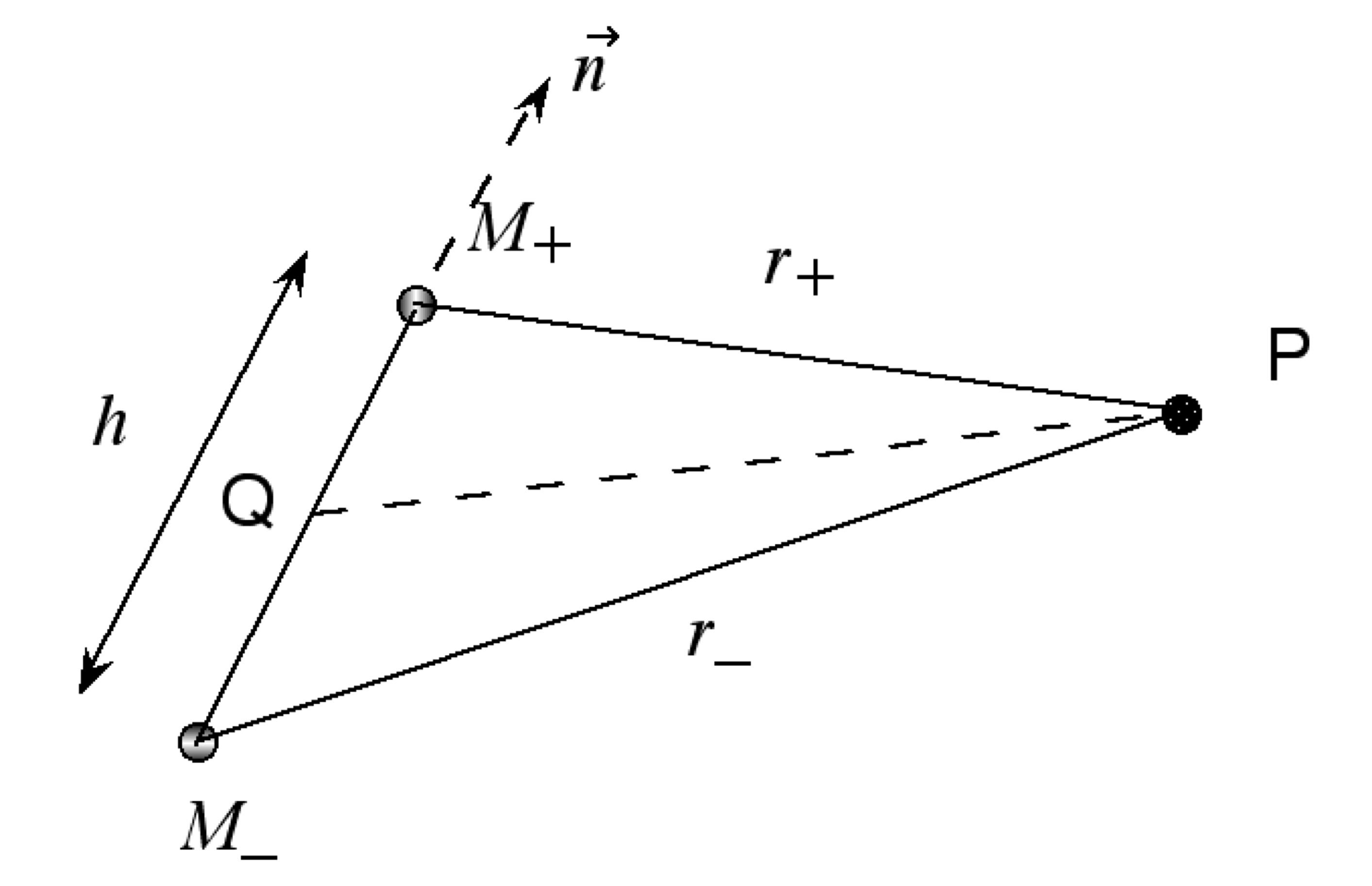
Potentiel d'un dipôle

A priori, le concept d'un tel dipôle gravifique paraît dénué de signification physique, puisque la gravitation s'exerce toujours comme une force d'attraction, non comme une force de répulsion. Cela implique qu'en théorie de la gravitation il n'existe pas de masses négatives, contrairement à ce qui se passe dans les théories de l'électrostatique et de la magnétostatique, où la considération de dipôles électriques et magnétiques est d'une importance capitale. Néanmoins, la notion de dipôle gravifique possède une grande utilité en géodésie physique où l'on est amené à considérer des excès ou des défauts de densité par rapport à une valeur standard, et à raisonner comme si ces excès ou défauts de masse constitueraient en fait des masses additionnelles causant en un point potentié {\displaystyle P} un « élément de potentiel de double couche » {\displaystyle \delta V_{2L}} qui se superpose au potentiel gravifique en {\displaystyle P} engendré par la distribution de masse standard. 
Le potentiel combiné engendré en {\displaystyle P} par les deux masses du dipôle est, En désignant par r+ la distance de P à M+ et par r– la distance de P à M–, le potentiel combiné engendré en P par les deux masses du dipôle est 
La fonction entre parenthèses est manifestement une fonction de la distance {\displaystyle h} entre les masses {\displaystyle M_{-}} et {\displaystyle M_{+}}, et s'annule avec {\displaystyle h}. En désignant {\displaystyle M_{-}} le point occupé par la masse {\displaystyle M_{-}}, {\displaystyle M_{+}} celui occupé par la masse {\displaystyle M_{+}}, nous avons 
ou encore 
la direction {\displaystyle \mathbf {n} } étant le vecteur unitaire pointant de {\displaystyle M_{-}} à {\displaystyle M_{+}}. 
Lorsque {\displaystyle h} tend vers 0 on a donc 
c'est-à-dire 
La quantité vectorielle {\displaystyle {\tfrac {\mathbf {r_{-}} }{r_{-}^{3}}}} est le gradient de {\displaystyle {\tfrac {1}{r_{-}}}} évalué au point {\displaystyle M_{1}}. L'expression {\displaystyle \mathbf {n} {\tfrac {\mathbf {r_{-}} }{r_{-}^{3}}}} représente donc la dérivée de {\displaystyle {\tfrac {1}{r_{-}}}} dans la direction {\displaystyle \mathbf {n} }. Nous noterons dans la suite la dérivation dans la direction {\displaystyle \mathbf {n} } par {\displaystyle {\tfrac {\mathrm {d} }{\mathrm {d} \mathbf {n} }}}, et nous obtenons par conséquent  
en posant {\displaystyle r=r_{-}} et {\displaystyle \Gamma (Q)=M_{Q}h}.
{\displaystyle \Gamma (Q)} est le moment dipolaire gravifique au point {\displaystyle Q}. On suppose que les masses {\displaystyle M_{-}} et {\displaystyle M_{+}} grandissent indéfiniment lorsque {\displaystyle h} tend vers zéro, de manière à donner à ce moment dipolaire une valeur finie. La relation {\displaystyle \delta V_{2L}=G\Gamma {\tfrac {\mathrm {d} }{\mathrm {d} \mathbf {n} }}\left({\tfrac {1}{r}}\right)} fournit le potentiel d'un tel dipôle élémentaire.

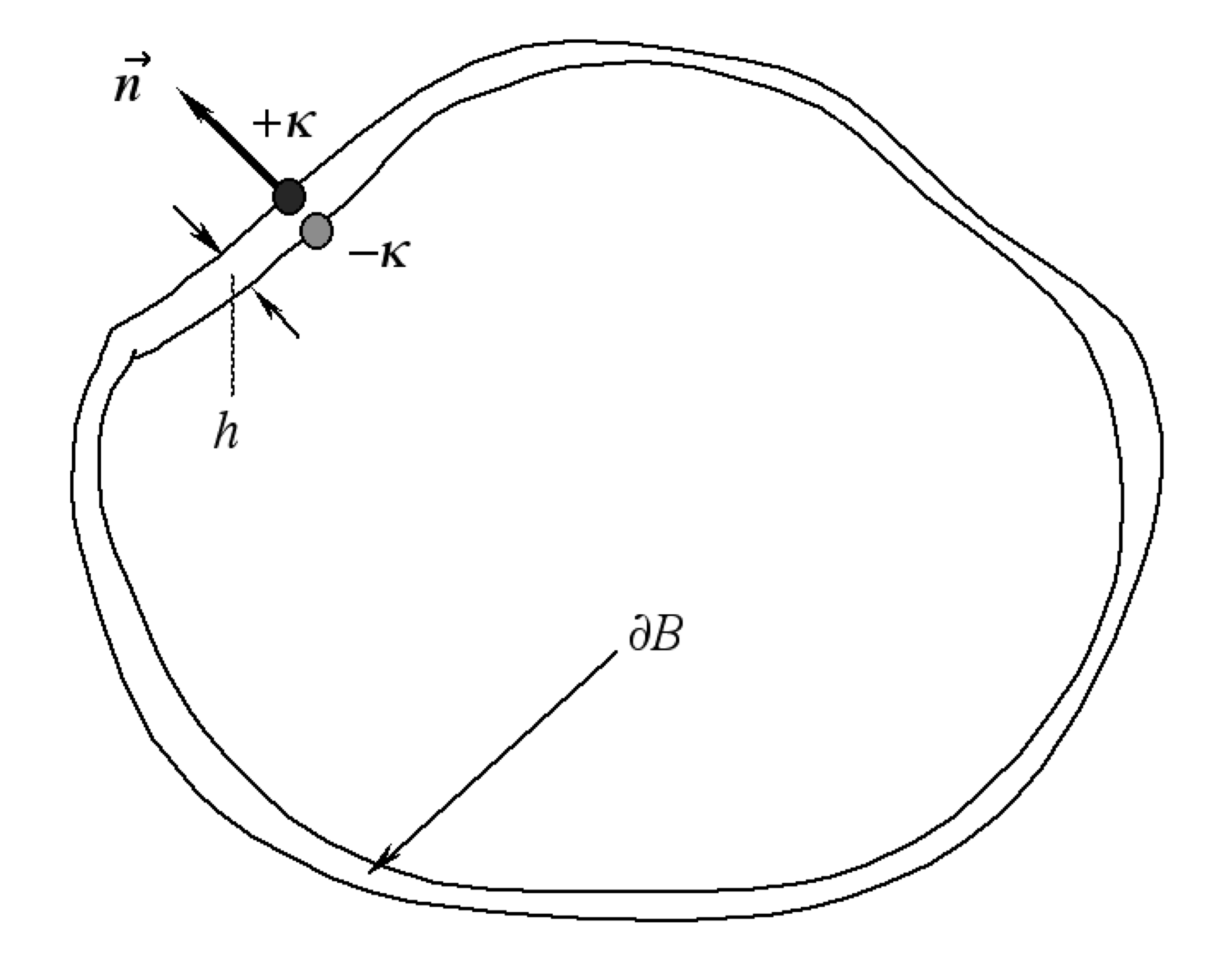
Potentiel de double couche comme limite du potentiel de deux simples couches sur deux surfaces emboîtées voisines

On peut se représenter une double couche sur une surface {\displaystyle \partial B} comme deux simples couches séparées par une petite distance {\displaystyle h}. D'un point de vue mathématique, on considérera cette distance comme infinitésimale. La normale unitaire extérieure à la surface {\displaystyle \partial B}, à savoir {\displaystyle \mathbf {n} }, intersecte les deux couches en deux points {\displaystyle M_{-}} et {\displaystyle M_{+}} très proches l'un de l'autre et possédant des densités surfaciques {\displaystyle \kappa } de même magnitude, mais de signes opposés. Ainsi, chaque couple de points correspondants {\displaystyle (M_{-},M_{+})} forme un dipôle ayant une densité de moment dipolaire gravifique 
En additionnant les contributions {\displaystyle \delta V_{2L}(P)} de tous les dipôles que l'on suppose distribués continument sur la surface {\displaystyle \partial B}, on obtient le potentiel de double couche : 
Ce potentiel est continu partout sauf sur la surface {\displaystyle \partial B}. Sur cette surface, nous obtenons deux limites différentes pour le potentiel, selon que nous nous approchons de l'extérieur ou de l'intérieur de la surface. Du côté extérieur, le potentiel vaut 
et du côté intérieur, il vaut 
de sorte qu'il présente une discontinuité de 
lorsqu'on passe au point {\displaystyle P} de l'intérieur à l'extérieur de la surface {\displaystyle \partial B}. 
Les relations précédentes pour le potentiel de double couche sont semblables aux relations fournissant la dérivée normale du potentiel de simple couche. Mais il convient de bien comprendre que ces deux types de potentiels associés à une surface matérielle ont, en fait, des comportements très dissemblables, en quelque sorte complémentaires. En effet, le potentiel de simple couche est continu partout, et sa dérivée normale est discontinue sur la surface matérielle. Par contre, le potentiel de double couche est lui-même discontinu sur la surface matérielle, mais sa dérivée normale est continue. Toutefois, à grande distance de la surface matérielle, les deux potentiels ont des comportements analogues, puisqu'ils décroissent comme {\displaystyle 1/r} et s'annulent à l'infini. 
C'est l'existence d'une discontinuité, dans le potentiel de double couche lui-même d'une part, dans la dérivée normale du potentiel de simple couche d'autre part, qui rend les concepts au départ purement mathématiques de potentiels de simple couche et de double couche si intéressants pour la géodésie, notamment en relation avec les théorèmes de Green.